# Giuseppe Antonio Fabbrini
Giuseppe Antonio Fabbrini (Florence, 1748 - Florence, après 1795) est un peintre italien rococo, principalement de décoration à fresque.

## Œuvres
- Fresque du plafond du Palazzo Compagni à Florence, en collaboration avec Tommaso Gherardini.
- Vue de la Segretaria del Granduca, fresque, 1777, Villa di Poggio Imperiale, Arcetri, Florence
- Fresques de la voûte, église de l'abbaye de Vallombrosa[1]
- Il transito di San Giuseppe,1785, peinture sur toile signée, église San Niccolò à Talla
- Fresques des latéraux du chœur, Duomo d'Arezzo, 1790 : S. Donato che ripara miracolosamente il calice rotto dai pagani et il Martirio dei ss. Lorentino e Pergentino, protomartiri aretini, fresques détruites lors de la restitution gothique de la tribune en 1864.
- Georges III conte di Cowper, portrait, 1783, Musée de l'Académie étrusque, Cortone,
- Federico Manfredini, portrait, 1784, Accademia dei Concordi (it), Rovigo.